# Yéremy Pino
Yéremy Jesús Pino Santos (* 20. října 2002 Las Palmas), známý jako Yéremy nebo Yéremy Pino, je španělský profesionální fotbalista, který hraje na pozici křídelníka za španělský klub Villarreal CF a za španělský národní tým.

## Klubová kariéra
Pino se narodil ve městě Las Palmas na Kanárských ostrovech a v roce 2014 se připojil k akademii UD Las Palmas.
Dne 22. června 2017 se Pino přesunul, poté, co odmítl nabídku z Barcelony, do akademie Villarrealu.
V létě 2020 se připojil k A-týmu, který vedl španělské trenér Unai Emery a svého debutu se dočkal 22. října 2020, když v zápase základní skupiny Evropské ligy proti tureckému Sivassporu vystřídal Francise Coquelina. O tři dny později debutoval také v La Lize při bezbrankové remíze s Cádizem. Pino vstřelil svůj první gól v dresu Villarrealu 29. října 2020, kterým pomohl otočit průběh zápasu Evropské ligy proti ázerbájdžánskému Karabachu a k výhře 3:1. V listopadu prodloužil svoji smlouvu s klubem až do léta 2025. 22. prosince se poprvé střelecky prosadil i v La Lize, když gólem zajistil Villarrealu bod za remízu 1:1 proti Athleticu Bilbao.
Dne 26. května 2021 nastoupil do finále Evropské ligy proti anglickému Manchesteru United. Villarreal zápas vyhrál po penaltovém rozstřelu. Pino se stal nejmladším Španělem, který nastoupil do finále evropské soutěže, když překonal rekord Ikera Casillase (ten nastoupil do finále Ligy mistrů v roce 2000). Stal se také nejmladším hráčem, který soutěž vyhrál, a to když překonal rekord Robina van Persieho (vítěz Poháru UEFA z roku 2002). V listopadu 2021 prodloužil smlouvu do roku 2027.
Dne 20. října 2021 vstřelil branku do sítě Young Boys v zápase základní skupiny Ligy mistrů a pomohl k výhře 4:1. Stanovil tím další nový rekord, stal se nejmladším hráčem, který se v dresu Villarrealu prosadil v rámci Ligy mistrů. 27. února 2022 se Pino čtyřikrát prosadil při výhře 5:1 nad Espanyolem. Stal se tak nejmladším hráčem, který zaznamenal hattrick v prvním poločase utkání La Ligy.

## Reprezentační kariéra
Vzhledem k izolaci některých hráčů národního týmu po pozitivním testu Sergia Busquetse na covid-19 byla 8. června 2021 povolána na přátelský zápas proti Litvě španělská reprezentace do 21 let, jejíž součástí byl i Pino. Do utkání, které skončilo výhrou 4:0, však nezasáhl.
Pino si svůj reprezentační debut odbyl 6. října 2021, když ve 49. minutě semifinále Ligy národů proti Itálii vystřídal Ferrána Torrese a pomohl k výhře 2:1; o čtyři dny později nastoupil na poslední půlhodinu finále proti Francii, ve kterém Španělé prohráli 2:1. 29. března 2022 se Pino poprvé objevil v základní sestavě reprezentace a trenérovi Luisi Enriquemu se odvděčil brankou při výhře 5:0 v přátelském utkání proti Islandu.

## Statistiky

### Klubové
K 9. dubnu 2022
| Klub       | Sezóna  | Liga    | Liga   | Liga | Pohár  | Pohár | Evropské poháry | Evropské poháry | Ostatní | Ostatní | Celkem | Celkem |
| Klub       | Sezóna  | Liga    | Zápasy | Góly | Zápasy | Góly  | Zápasy          | Góly            | Zápasy  | Góly    | Zápasy | Góly   |
| ---------- | ------- | ------- | ------ | ---- | ------ | ----- | --------------- | --------------- | ------- | ------- | ------ | ------ |
| Villarreal | 2020/21 | La Liga | 24     | 3    | 4      | 3     | 9               | 1               | —       | —       | 37     | 7      |
| Villarreal | 2021/22 | La Liga | 29     | 6    | 1      | 0     | 7               | 1               | 1       | 0       | 38     | 7      |
| Celkem     | Celkem  | Celkem  | 53     | 9    | 5      | 3     | 16              | 2               | 1       | 0       | 75     | 14     |

### Reprezentační
K 29. březnu 2021
| Španělsko | Španělsko | Španělsko |
| Rok       | Zápasy    | Góly      |
| --------- | --------- | --------- |
| 2021      | 2         | 0         |
| 2022      | 2         | 1         |
| Celkem    | 4         | 1         |

#### Reprezentační góly
Skóre a výsledky Španělska jsou vždy zapisovány jako první.
| Gól | Datum           | Místo                       | Soupeř | Skóre | Výsledky | Soutěž          |
| --- | --------------- | --------------------------- | ------ | ----- | -------- | --------------- |
| 1.  | 29. března 2022 | Riazor, A Coruña, Španělsko | Island | 3:0   | 5:0      | Přátelský zápas |

## Ocenění

### Klubové

#### Villarreal
- Evropská liga UEFA: 2020/21[8]

### Reprezentační

#### Španělsko
- Liga národů UEFA: 2020/21 (druhé místo)[21]